# بحيرة إيلمين

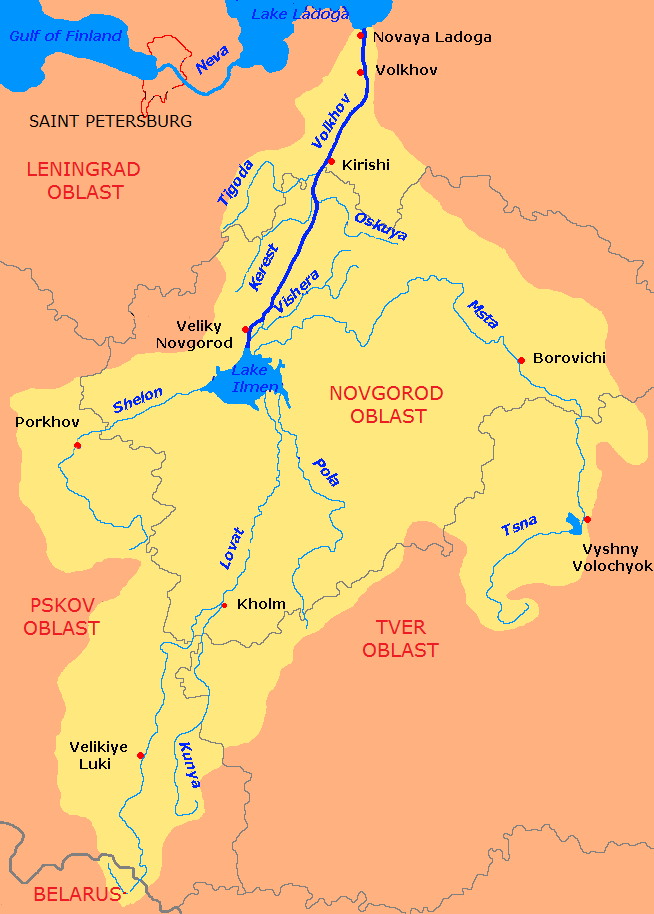
موقع البحيرة التي تعد تصريفا لنهر فولكوف

إيلمين (بالروسية: И́льмень)‏ بحيرة كبيرة تقع في دولة روسيا وتحديدا في مدينة نوفغورود أوبلاست. في حين أن هذه البحيرة لها تاريخ طويل وهو مايجعلها مهمه جدا، وقد شكلت بحيرة ايملين نشاطا كبيرا للمسافرين حيث كانت الطريق التجاري الذي يؤدي من الفارانجيين إلى الإغريق وذلك كان في العصور الوسطى. وكما ذكر سابقا بحيرة ايلمين في مدينة نوفغورود- التي هي أحد أفضل المواقع تجاريا على الطريق- وكذلك تبعد عن خط تصريف البحيرة بمسافة ستة كليومترات.
وكما قال ماكس فاسمر وهو أحد المهتمين بأصول الكلمة، قد نشأ اسم هذه البحيرة من Finnic Ilmajärvi، بمعنى «بحيرة الهواء». وهناك الكثير من البحيرات التي تسمى تيمنا ببحيرة Ilmen وهذا يعود إلى استعمار Novgorodian. وقد خالف هذا الرأي يوري أوتكوبشيكوف والذي يرفض سبب تسمية هذه بحيرة جنوب روسيا ب «ايلمين» وفقا لاستعمار نوفغوروديان فقط، انما يقترح عوضا عن ذلك أنه كان وراثيا أي أبا عن جد.
ومتوسط مساحة السطح يقدر ب982 كيلومتر مربع (379 ميل2) (وتتوافت من 733 كيلومتر مربع (283 ميل2) إلى 2,090 كيلومتر مربع (810 ميل2) وهذا يرجع إلى كمية الماء). ويتم ملء هذه البحيرة بأنهاريصل عددها إلى 52  نهر، وتشكل MSTA ، وبولا، و LOVAT ، و Shelon الأهم منها. وصرفه يكون عن طريق مدخل واحد، وهو نهر فولكوف، وبعدها إلى بحيرة لادوجا، في حين أن يعبر نهر نيفا والذي يقع في خليج فنلندا.وايضا ما يميز فولخوف أنها المصدر لكنيسة بيرين العائده إلى عشرينيات القرن الثاني عشر.
وتحتل بحيرة إيلمين على مساحات عظيمة في نوفغورود وبسكوف وتفير أوبلاستس الواقعة بروسيا، وبعض المناطق الصغيرة في فيتيبسك والتي تعد منطقتا في بيلاروسيا شمالا.
ويتم تحديد دخول وخروج أيضا كمية الماء لهذه البحيرة من قبل المحطة الكهرومائية فولكهوف التي تقع تحت نهر فولكوف. وتقدر درجة حرارة الماء في يوليو 19-20 درجة مئوية. وهناك موسم الاستحمام الذي يقدر ب90 يوما.
وتعد بحيرة إيلمين صالة للملاحة. ويتم الشحن من القنوات الاتية: فيليكي نوفغورود وستارايا روسا وفيليكي نوفغورود أيضا شيمسك. حيث يعد المكان الأفضل لصيد الأسماك في هذه البحيرة.
وبسبب الحرب العالمية الثانية هذه البحيرة تعد المكان الاستراتيجي، Demyansk Pocket .